# ナージャ!!
「ナージャ!!」は、2003年2月21日発売の本田美奈子の25枚目のシングル。

## 概要
A面の楽曲の「ナージャ!!」は、テレビアニメ『明日のナージャ』のオープニングテーマ曲である。本田にとっては3度目の（そして結果的に最後の）アニメ主題歌となる。1度目は『魔法騎士レイアース』の主題歌となった、「ら・ら・ば・い〜優しく抱かせて」、2度目はTVシリーズ『HUNTER×HUNTER』の初代EDテーマ「風のうた」。だが「ら・ら・ば・い〜優しく抱かせて」、「風のうた」共にEDテーマだったので、OPテーマとしては初めての起用である。

## 初回版・通常版
この作品には初回版と通常版が存在し、初回版はデジパック仕様となっていた。どちらも収録曲やジャケットの仕様は同じであるが、初回版は縦長、通常版は横長で歌詞カード裏側に写真が挿入されているなど、僅かな違いはあった。
先に初回版が発売され、完売後に通常版が発売された。現在ではどちらも入手困難で、一部ショップではプレミア価格となっている。

## 収録曲
1. ナージャ!! [3:25]
作詞・作曲：茅原万起、編曲：大谷幸
2. étoile -星- [5:08]
作詞：柚木美祐、作曲・編曲：奥慶一
3. ナージャ!!（カラオケバージョン） [3:25]
4. étoile -星-（カラオケバージョン） [5:06]